# La Galette (hymne de Saint-Cyr)
Pour les articles homonymes, voir Galette.
La Galette est l'hymne officiel de l'Ecole spéciale militaire de Saint-Cyr.

## Origine du texte
Pierre Léon Bouisset (1824-1900) entre en 1843, à l'École spéciale militaire de Saint-Cyr (promotion d'Isly). Il compose les paroles du chant de la Galette, surnom de l'épaulette bleue que portaient les élèves-officiers mal classés. En fait, à partir de 1845, tous les élèves porteront l'épaulette rouge. 
Composé sur la musique des Puritains de Vincenzo Bellini, ce chant d'hommage aux élèves mal classés devient l'hymne officiel de l'école.

## Paroles
I

Noble galette que ton nom,

Soit immortel dans notre histoire,

Qu'il soit ennobli par la gloire

D'une vaillante promotion,

Et si dans l'avenir

Ton nom vient à paraître

On y joindra peut être

Nôtre grand souvenir

On dira qu'à Saint-Cyr

Où tu parus si belle

La promotion nouvelle

Vient pour t'ensevelir.

II

Toi qui toujours dans nos malheurs,

Fus une compagne assidue,

Toi, qu'hélas nous avons perdue,

Reçoit le tribut de nos pleurs.

Nous ferons un cercueil

Où sera déposée

Ta dépouille sacrée

Nous porterons ton deuil.

Et si quelqu'un de nous

Vient à s'offrir en gage

L'officier en hommage

Fléchira le genou.

III

Amis il faut nous réunir

Autour de la galette sainte

Et qu'à jamais dans cette enceinte

Règne son noble souvenir.

Que ton nom tout puissant

S'il vient un jour d'alarme

À cinq cents frères d'armes

Serve de ralliement.

Qu'à défaut d’étendard

Au jour de la conquête 

Nous ayons la galette

Pour fixer nos regards.

IV

Soit que le souffle du malheur

Sur notre tête se déchaîne

Soit que sur la terre africaine

Nous allions périr pour l'honneur,

Ou soit qu'un ciel plus pur

Reluise sur nos têtes

Et que loin des tempêtes

Nos jours soient tous d'azur

Oui tu seras encore

Ô galette sacrée

La mère vénérée

De l'épaulette d'or.
— Pierre Léon Bouisset